# Breazova, Timiș
Breazova este un sat în comuna Margina din județul Timiș, Banat, România.

## Localizare
Breazova se situează în estul județului Timiș, la circa 10 km de orașul Făget. Satul se învecinează la nord-est cu Margina, la est cu satul Curtea, iar la vest cu satul Brănești. Nu are acces la principalele căi de comunicații, fiind lelgată de centrul de comună printr-un drum comunal asfaltat.

## Etimologie
Numele satului a suportat de-a lungul timpului mai multe metamorfozări. Se numea Brasiova la 1690, Brescova în 1717 sau maghiarul Beganyresd care se deplasează complet de la numele românesc.

Ioan Honae

## Istorie

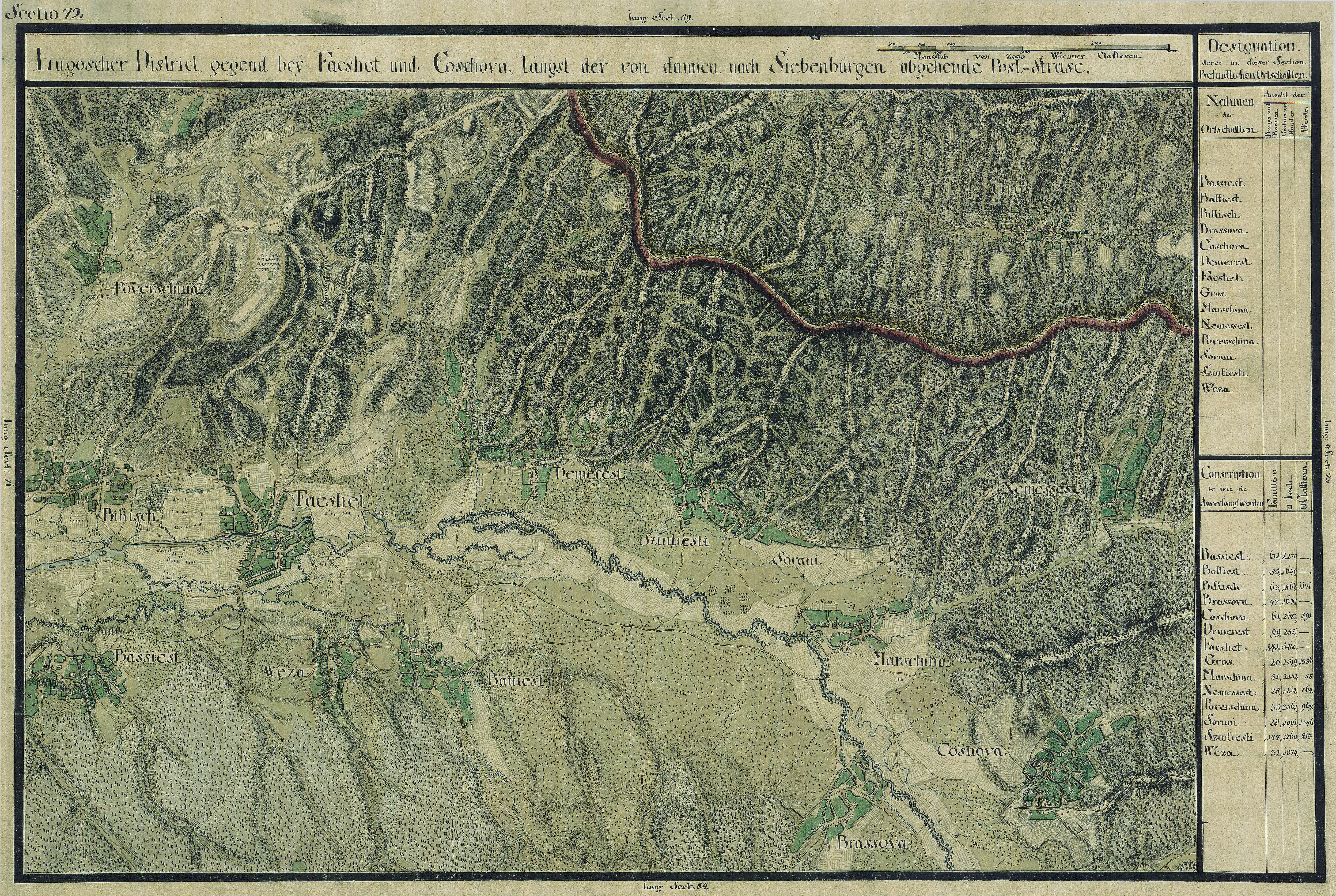
Breazova în Harta Iosefină a Banatului, 1769-72

Breazova este sat românesc, atestat documentar la 1379, destul de timpuriu în comparatie cu celelalte așezări din cadrul comunei Margina. Existența lui este mult mai veche. A fost o suburbie a cetății Margina. În secolole XV - XVI, făcea parte din districtul Icuși - Margina.

## Personalități
Ioan Honae, actor la Teatrul Național din Cluj. Decedat în vara anului 1934. Apare ca actor în stagiunea teatrală 1931-1932 în piesa de teatru "Cantemir Bătrânul" (piesă istorică în 5 acte în versuri de Nicolae Iorga, premiera în ianuarie 1932) interpretând personajul "Voinea". A mai jucat în piesele "Viața e un vis", "Idiotul", "Faust", "Omul vremii", "Domnul Topaze","David Copperfield", "Romeo și Julieta", "Clubul țicniților", "Doctorul Miracol" și "Modelul" (premiera în aprilie 1933). 